# Puerto de Ozámiz
El puerto de Ozámiz o (en filipino: Daungan ng Ozamiz, en cebuano: Pantalan sa Ozamiz), es un puerto marítimo situado en la ciudad de Ozámiz, Filipinas. Se encuentra en la bahía de Panguil. Es administrado por la Autoridad Portuaria de Filipinas y la Oficina de Gestión Portuaria de Misamis Occidental/Ozamiz, siendo el puerto base de esta última.

## Líneas de pasajeros
- Manila[2] - 2Go Travel
- Cebú[2]- 2Go Travel, Cokaliong Shipping Lines, Trans-Asia Shipping
- Ciudad de Iligan[2] - 2Go Travel

## Estadísticas[3]

### Movimiento de pasajeros
| Año  | Pasajeros embarcados | Pasajeros desembarcados | Total     | Aumento o descenso porcentual |
| ---- | -------------------- | ----------------------- | --------- | ----------------------------- |
| 2023 | 919.534              | 859.580                 | 1.779.114 | 1,81%                         |
| 2022 | 905.605              | 906.219                 | 1.811.824 | 149,18%                       |
| 2021 | 367.372              | 359.729                 | 727.101   | 20,87%                        |
| 2020 | 500,319              | 418.532                 | 918.851   | 73,78%                        |
| 2019 | 1.912.391            | 1.592.414               | 3.504.805 | 1,77%                         |
| 2018 | 1.700.011            | 1.743.681               | 3.443.692 | 7,53%                         |
| 2017 | 1.863.756            | 1.860.374               | 3.724.130 | 14,09%                        |
| 2016 | 1.576.322            | 1.687.981               | 3.264.303 | 1,21%                         |
| 2015 | 1.594.140            | 1.710.138               | 3.304.278 | -                             |

### Tráfico de contenedores
| Año  | Importaciones domésticas | Exportaciones domésticas | Tráfico doméstico total | Tráfico total | Aumento o descenso porcentual |
| ---- | ------------------------ | ------------------------ | ----------------------- | ------------- | ----------------------------- |
| 2023 | 18.630                   | 18.115                   | 36.744                  | 36.744        | 17,79%                        |
| 2022 | 22.641                   | 22.052                   | 44.693                  | 44.693        | 8,73%                         |
| 2021 | 20.628                   | 20.478                   | 41.106                  | 41.106        | 1,44%                         |
| 2020 | 20.481                   | 20.040                   | 40.521                  | 40.521        | 14,45%                        |
| 2019 | 23.658                   | 23.709                   | 47.367                  | 47.367        | 7,70%                         |
| 2018 | 22.040                   | 21.940                   | 43.980                  | 43.980        | 17,58%                        |
| 2017 | 18.586                   | 18.819                   | 37.405                  | 37.405        | 1,36%                         |
| 2016 | 18.718                   | 19.202                   | 37.920                  | 37.920        | 16,64%                        |
| 2015 | 16.019                   | 16.491                   | 32.510                  | 32.510        | -                             |

### Escalas de barcos
| Año  | Barcos domésticos | Aumento o descenso porcentual | Barcos extranjeros | Aumento o descenso porcentual | Total  | Aumento o descenso porcentual |
| ---- | ----------------- | ----------------------------- | ------------------ | ----------------------------- | ------ | ----------------------------- |
| 2023 | 11.060            | 9,18%                         | 3                  | 0%                            | 11.063 | 9,18%                         |
| 2022 | 12.178            | 2,88%                         | 3                  | 0%                            | 12.181 | 2,88%                         |
| 2021 | 12.539            | 28,76%                        | 3                  | 25%                           | 12.542 | 28,74%                        |
| 2020 | 9.738             | 43,39%                        | 4                  | 71,43%                        | 9.742  | 43,41%                        |
| 2019 | 17.201            | 0,67%                         | 14                 | 6,67%                         | 17.215 | 0,67%                         |
| 2018 | 17.317            | 10,22%                        | 15                 | 25%                           | 17.332 | 10,18%                        |
| 2017 | 15.711            | 3%                            | 20                 | 58,33%                        | 15.731 | 2,8%                          |
| 2016 | 15.254            | 0,95%                         | 48                 | 41,18%                        | 15.302 | 1,04%                         |
| 2015 | 15.110            | -                             | 34                 | -                             | 15.144 | -                             |